# Sulindac
Sulindacul este un antiinflamator nesteroidian din clasa derivaților de acid acetic, utilizat ca antiinflamator, analgezic și antipiretic. Printre principalele indicații se numără: durerea medie, osteoartrita și poliartrita reumatoidă. Calea de administrare disponibilă este cea orală.
Medicamentul a fost patentat în 1969 și a fost aprobat pentru uz uman în 1976.

## Utilizări medicale
Principalele sunt:
- Durere de intensitate medie (bursită, tendinită)
- Tratament simptomatic, acut și cronic, în osteoartrită, spondilită anchilozantă și poliartrită reumatoidă
- Tratament acut în artrită gutoasă.

## Reacții adverse
Ca toate AINS, sulindacul poate produce iritație gastrică cu risc de apariție a unor ulcerații și a unor hemoragii gastro-intestinale.